# Станнид трититана
Станни́д тритита́на — бинарное неорганическое соединение, интерметаллид титана и олова с формулой Ti3Sn, кристаллы.

## Получение
- Сплавление стехиометрических количеств чистых веществ:

{\displaystyle {\mathsf {3Ti+Sn\ {\xrightarrow {1670^{o}C}}\ Ti_{3}Sn}}}

## Физические свойства
Станнид трититана образует кристаллы гексагональной сингонии, пространственная группа P 63/mmc, параметры ячейки a = 0,59178 нм, c = 0,47650 нм, Z = 2,
структура типа станнида триникеля Ni3Sn.
При температуре 650 °C происходит переход в фазу ромбической сингонии.
Соединение конгруэнтно плавится при температуре 1670 °C (по другим данным, 1675 °C).